# Korede Aiyegbusi
Korede Aiyegbusi  (* 15. Juli 1988 in London) ist ein ehemaliger englisch-nigerianischer Fußballspieler, der auf der Position des Mittelfeldspielers spielt.

## Karriere

### Vereine
Korede Aiyegbusi spielt aktuell für den Servette FC Genève. Davor spielte er in den USA und in Finnland.
Aiyegbusi spielte in den USA bei verschiedenen Mannschaften und schaffte es 2010 zu Sporting Kansas City in die MLS. Er kam da aber nur zu insgesamt neun Einsätzen. Im Jahr 2012 wurde sein Vertrag nicht verlängert. Er wurde nach ein paar Monaten als Vereinsloser vom damaligen finnischen Zweitligisten, Haka Valkeakoski, unter Vertrag genommen. Und schaffte mit ihnen den Aufstieg in die oberste finnische Liga.
Am 3. Januar 2014 verkündete der Schweizer Traditionsverein Servette FC Genève, die Verpflichtung von Aiyegbusi. Er unterschrieb einen Vertrag bis Ende Saison 2013/14 mit der Option von einem Jahr für den Verein. Er sollte dem Servette FC Genève helfen wieder in die oberste Liga aufzusteigen. Nach der Saison wurde aber trotz neuem englischen Trainer nicht mehr auf ihn gesetzt und er wechselte ablösefrei zum VfB Auerbach.

### Nationalmannschaft
Aiyegbusi nahm für Großbritannien an der Sommer-Universiade 2009 im serbischen Belgrad teil.